# المجلس الوطني للجهات والأقاليم (تونس)
المجلس الوطني للجهات والأقاليم أو مجلس الجهات والأقاليم هو الغرفة العليا في البرلمان التونسي، جرى إحداثه ضمن دستور البلاد الجديد الذي أُقر في استفتاء 25 يوليو 2022.

## مهامه
تُعرض وجوبا على هذا المجلس حسب ما ذكره الفصل الرّابع والثّمانون من الدستور «المشاريع المتعلّقة بميزانيّة الدّولة ومخطّطات التّنمية الجهويّة والإقليميّة والوطنيّة لضمان التّوازن بين الجهات والأقاليم».
كما ينص الدستور على أن مهام المجلس الوطني للجهات والأقاليم تتمثل في:
- ممارسة صلاحيّات الرّقابة والمساءلة في مختلف المسائل المتعلّقة بتنفيذ الميزانيّة ومخطّطات التّنمية.
- المصادقة على قانون الماليّة ومخطّطات التّنمية (بأغلبيّة الأعضاء).

## أعضاؤه
يذكر الفصل الحادي والثّمانون من دستور 2022 أن المجلس يتكون من أعضاء منتخبين عن الجهات وعن الأقاليم، فأعضاء كل مجلس جهوي ينتخبون من بينهم 3 أعضاء لتمثيل جهتهم بالمجلس الوطني للجهات والأقاليم، وأعضاء المجالس الجهوية في كل إقليم ينتخبون نائبا واحدا من بينهم يمثل هذا الإقليم في المجلس. ولا يجوز الجمع بين عضوية المجلس وعضوية مجلس النواب أو أي وظيفة أو نشاط آخر.

## المقر
يتشارك مجلسا «نواب الشعب» و«الوطني للجهات الأقاليم» في المقر وهو تونس العاصمة، «ولهما، في الظّروف الاستثنائية، أن يعقدا جلساتهما بأي مكان آخر من تراب الجمهورية». ومن المُتوقّع أن يستغل المجلس الجديد مقر مجلس المستشارين (سابقاً) بقصر باردو.

## مقالات ذات صلة
- سياسة تونس.
- البرلمان التونسي.
- مجلس نواب الشعب (تونس).